# Beania hyadesi
Beania hyadesi är en mossdjursart som först beskrevs av Jullien 1888.  Beania hyadesi ingår i släktet Beania och familjen Beaniidae. Inga underarter finns listade i Catalogue of Life.